# Internazionali BNL d’Italia 2022

Die Internazionali BNL d’Italia 2022 waren ein Tennisturnier der WTA Tour 2022 für Damen und ein Tennisturnier der ATP Tour 2022 für Herren in Rom und fanden zeitgleich vom 8. bis 15. Mai 2022 statt.
Aufgrund des russischen Überfalls auf die Ukraine 2022 durften die Spieler und Spielerinnen aus Russland und Belarus nicht unter ihrer Flagge antreten.

## Herrenturnier
→ Hauptartikel: Internazionali BNL d’Italia 2022/Herren
→ Qualifikation: Internazionali BNL d’Italia 2022/Herren/Qualifikation

## Damenturnier
→ Hauptartikel: Internazionali BNL d’Italia 2022/Damen
→ Qualifikation: Internazionali BNL d’Italia 2022/Damen/Qualifikation